# Puente giratorio de Ensenada
El Puente de Giratorio de Ensenada es un puente giratorio que está ubicado en la Avenida Almafuerte esquina Santa Fe de la ciudad de Ensenada, provincia de Buenos Aires, Argentina.

## Historia
El puente giratorio de Ensenada  fue inaugurado el 21 de diciembre de 1913. Esta obra permitía el acceso ferroviario desde Ensenada, sobre el Canal Oeste, al sector portuario.
Formó parte del Ferrocarril Buenos Aires - Puerto de Ensenada, inaugurado el 31 de diciembre de 1872, siendo el primer ferrocarril interportuario del país. Fue absorbido por el Ferrocarril Sud en 1898.
Nació de un acuerdo en el año 1908 entre Ferrocarril Sud y la empresa Muelles y Depósitos para reducir los peajes en el interior del puerto. Su construcción fue encargada a la compañía inglesa Frodymgham, Iron & Steel. Para 1911 la misma ya tenía listas las piezas para ser enviadas desde Inglaterra, sin embargo una huelga en puerto de Londres hizo que faltaran algunas partes. Finalmente la compañía  Iron & Steel Sons Co. finalizó la construcción.